# Juego de estrellas de las Grandes Ligas de Béisbol 2021
El Juego de Estrellas de la Liga Mayor de Béisbol 2021 fue el 91.ª Juego de Estrellas de Béisbol de Grandes Ligas, celebrado entre la Liga Americana (AL) y la Liga Nacional (NL). El juego originalmente iba a ser organizado en el Truist Park cerca de Atlanta, Georgia; el 2 de abril, MLB trasladó el juego desde Atlanta, en protesta por la aprobación por parte de la Legislatura del Estado de Georgia de la controvertida Ley de Integridad Electoral de 2021, que revisa el acceso de los votantes en el estado. En cambio, el juego se jugó en Coors Field en Denver, lo que marcó el segundo Juego de Estrellas tanto para la ciudad como para el lugar, luego del Juego de Estrellas de 1998.
| Equipo | 1 | 2 | 3 | 4 | 5 | 6 | 7 | 8 | 9 | C | H | E |
| ------ | - | - | - | - | - | - | - | - | - | - | - | - |
| AL     | 0 | 1 | 1 | 0 | 2 | 1 | 0 | 0 | 0 | 5 | 9 | 1 |
| NL     | 0 | 0 | 0 | 0 | 1 | 1 | 0 | 0 | 0 | 2 | 8 | 1 |

LG: Shohei Ohtani (1-0)
  LP: Corbin Burnes (0-1)  SV: Liam Hendricks (1)  
HRs:  AL – Vladimir Guerrero Jr., (1) Mike Zunino (1)
  NL – JT Realmuto (1)

## Selección de anfitrión

### Selección original de Atlanta
Atlanta recibió originalmente el juego el 30 de mayo de 2019; iba a ser el primer All-Star Game organizado en el Truist Park y el tercer All-Star Game jugado en Atlanta después de las ediciones de 1972 y 2000.

### Ley de votación de Georgia y reubicación a Denver
En marzo de 2021, hubo llamamientos para que el Juego de Estrellas se trasladara desde Atlanta, en protesta por la aprobación de la Ley de Integridad Electoral de 2021 por parte de la Legislatura del Estado de Georgia. El proyecto de ley contiene varias disposiciones que afectan la forma en que se llevan a cabo las elecciones en el estado; Se ha considerado que algunas de estas disposiciones tienen un impacto desproporcionado en las comunidades minoritarias, como los afroamericanos y los hispanoamericanos. El director ejecutivo de la MLBPA, Tony Clark, dijo que estaba "muy al tanto" del tema y que estaba dispuesto a discutirlo con el comisionado de béisbol Rob Manfred.
En una entrevista con ESPN's Sage Steele, el 31 de marzo, el presidente Joe Biden afirmó que 'apoyan fuertemente' mover el juego fuera de Georgia, diciendo que los esfuerzos republicanos para hacer que las leyes electorales más restrictivas después de la elección presidencial de 2020 fue "Jim Crow con esteroides". El 1 de abril, Manfred declaró que estaba "hablando con varios distritos electorales dentro del juego y simplemente no voy más allá de eso en términos de lo que consideraría o no consideraría". En una entrevista del 1 de abril con Fox News, el gobernador de Georgia, Brian Kemp, criticó los esfuerzos y los llamó "ridiculos".
El 2 de abril, MLB anunció que el juego y el Draft de MLB 2021 (que se agregó a las festividades del Juego de Estrellas este año) se trasladarían de Georgia, y que el juego se trasladaría a una ciudad diferente en otro estado, para determinado. El comisionado Manfred declaró que "la Major League Baseball apoya fundamentalmente los derechos de voto de todos los estadounidenses y se opone a las restricciones a las urnas". El gobernador Kemp respondió más tarde diciendo que no se echaría atrás en su decisión, alegando que MLB cedió al "miedo, el oportunismo político y las mentiras liberales". Kemp también afirmó que la medida fue un ejemplo de cultura de cancelación. En una declaración compartida en Twitter, el expresidente Donald Trump También criticó la decisión, pidiendo un boicot a MLB. El gobernador de Texas, Greg Abbott, canceló una aparición planificada en el partido inaugural en casa de los Texas Rangers, donde estaba programado para hacer el primer lanzamiento, en protesta por la decisión de mover el juego. En una carta a los Rangers indicando su decisión, Abbott también escribió que no participaría en ningún evento futuro organizado por MLB y que Texas no postularía para albergar futuros juegos All-Star u otros eventos especiales de MLB. En Twitter, la excandidata a gobernador de Georgia Stacey Abrams declaró su decepción por la decisión, diciendo: "No quiero ver a familias de Georgia heridas por eventos y trabajos perdidos", al tiempo que dijo que ella entendía por qué se tomó. En un tuit, el expresidente Barack Obama también elogió a MLB por sacar el juego de Georgia.
El 14 de abril, cinco senadores y representantes republicanos presentaron una legislación para despojar a las Grandes Ligas de su exención antimonopolio en respuesta a la medida.

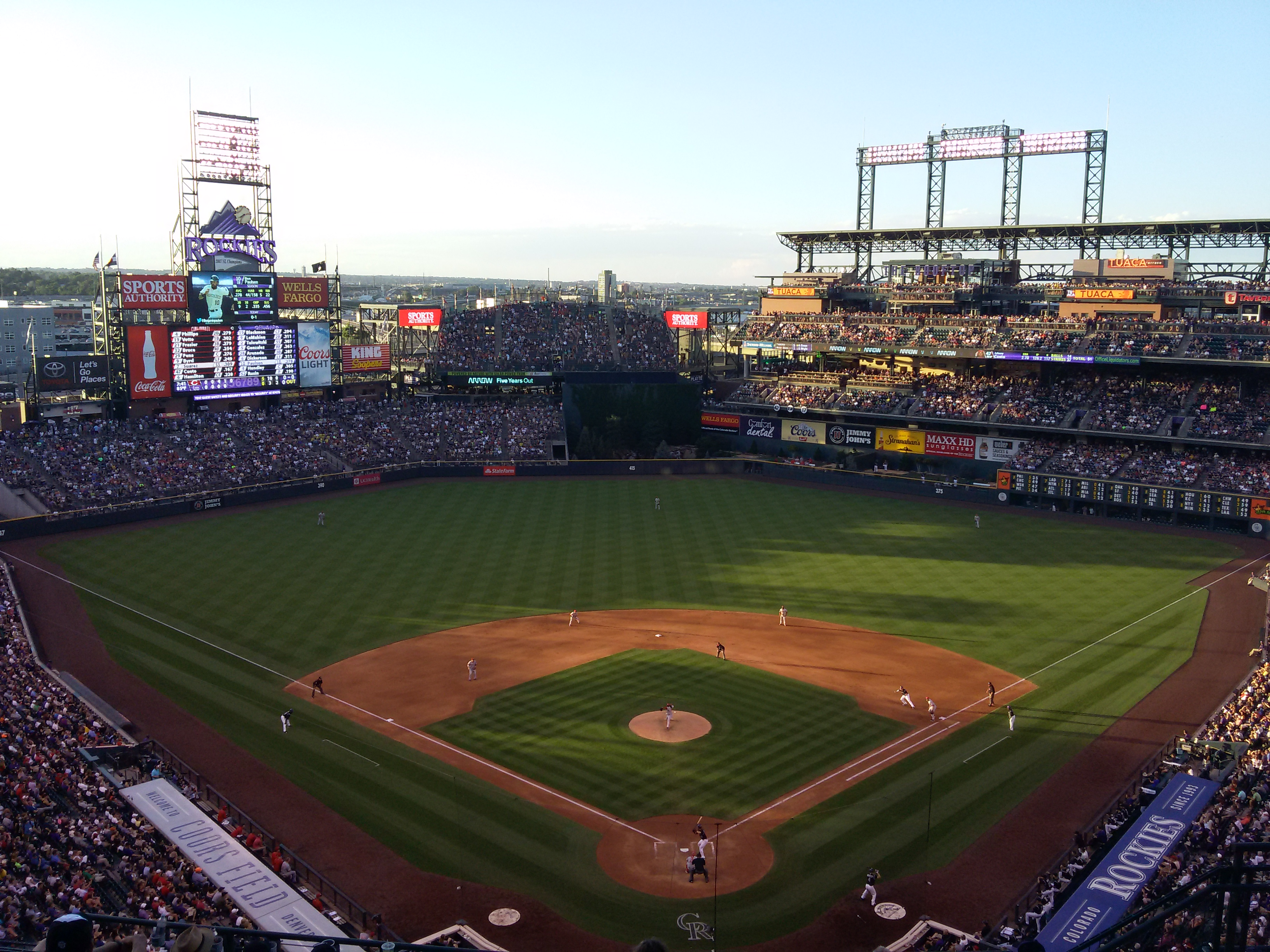
Coors Field

Una encuesta de Morning Consult del 5 de abril encontró que el 39% de los adultos estadounidenses aprobaron la mudanza, mientras que el 28% de los adultos estadounidenses la desaprobaron y el 32% de los adultos estadounidenses dijeron que no tenían opinión o no sabían sobre la mudanza. El apoyo general a la medida fue mayor entre los fanáticos de la MLB, los demócratas y las personas de color en comparación con la población en general. Los datos de Morning Consult Brand Intelligence también mostraron que la aprobación republicana de la MLB se redujo en 35 puntos porcentuales de 47 puntos a 12 puntos.
El Juego de Estrellas de la MLB de 2021 se convirtió al menos en el tercer evento deportivo importante en los Estados Unidos en ser reubicado por razones políticas. Las reubicaciones anteriores que se anunciaron en protesta por las decisiones políticas de los estados incluyen el Juego de Estrellas de la NBA 2017, que la NBA reubicó en 2016 desde Charlotte, Carolina del Norte, en respuesta a la Ley de Privacidad y Seguridad de Instalaciones Públicas (un proyecto de ley de baño estatal considerado transfóbico) y el Super Bowl XXVII, que la NFL reubicó en 1990 desde Tempe, Arizona, En respuesta a una consulta de estado fracasado en reconocer Día de Martin Luther King Jr.
El 5 de abril, MLB anunció que Coors Field en Denver albergaría el Juego de Estrellas. Este se convirtió en el segundo Juego de Estrellas de la MLB consecutivo que no se lleva a cabo en el lugar que se seleccionó originalmente. El juego de 2020 iba a tener lugar en el Dodger Stadium en Los Ángeles , pero fue cancelado debido a la pandemia de COVID-19 ; el Dodgers de Los Ángeles fueron galardonados con el juego de 2022 como compensación.

## Antecedentes

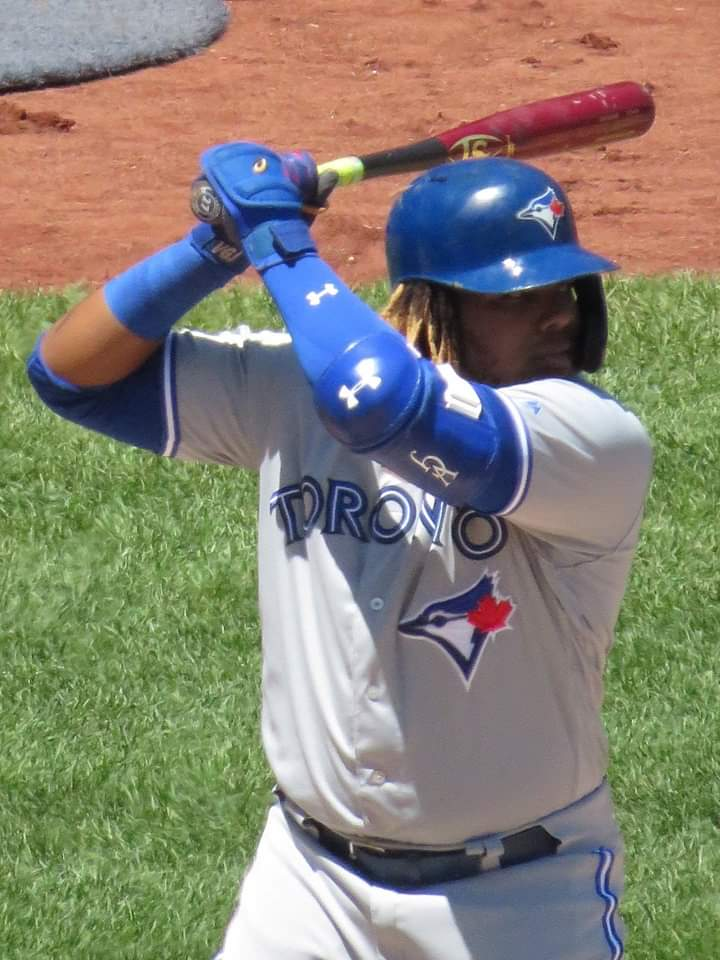
Vladimir Guerrero Jr., líder de la votación general y primera base titular de la Liga Americana

El 23 de abril, se dio a conocer el logotipo del Juego de las Estrellas, con los colores de los Rockies de púrpura, blanco, negro y plateado con un perfil que representa a las Montañas Rocosas en la parte inferior.
El 24 de junio, MLB anunció que los jugadores usarían camisetas estandarizadas durante el Juego de Estrellas, en lugar de las camisetas de su propio equipo: azul marino para los jugadores de la Liga Americana y blancas para los jugadores de la Liga Nacional.
La votación para los jugadores titulares del Juego de Estrellas se llevó a cabo en dos fases: la primera fase determinó tres finalistas para cada posición defensiva en cada liga (con nueve finalistas para las tres posiciones de campo en cada liga) más un bateador designado para la Liga Americana, y la segunda fase determinó los jugadores iniciales. La votación para cada fase fue independiente; es decir, los votos se trasladaron entre fases. La votación de la primera fase se llevó a cabo del 3 de junio al 24 de junio, y la votación de la segunda fase fue del 28 de junio al 1 de julio. Toda la votación se llevó a cabo en línea, en MLB.com (o aplicaciones móviles asociadas) o mediante la Búsqueda de Google. Los jugadores titulares, seleccionados mediante votación, se anunciaron el 1 de julio. Los jugadores de posición de reserva y todos los lanzadores se seleccionan mediante "una combinación de selecciones de balota de jugador y elecciones hechas por la Oficina del Comisionado".

## Rosters

### Liga Americana
| Posición | Jugador               | Equipo    | All-Star Games |
| -------- | --------------------- | --------- | -------------- |
| C        | Salvador Pérez        | Royals    | 7              |
| 1B       | Vladimir Guerrero Jr. | Blue Jays | 1              |
| 2B       | Marcus Semien         | Blue Jays | 1              |
| 3B       | Rafael Devers         | Red Sox   | 1              |
| SS       | Xander Bogaerts       | Red Sox   | 3              |
| OF       | Mike Trout#           | Angels    | 9              |
| OF       | Aaron Judge           | Yankees   | 3              |
| OF       | Teóscar Hernández     | Blue Jays | 1              |
| DH       | Shohei Ohtani         | Angels    | 1              |

| Posición | Jugador           | Equipo    | All-Star Games |
| -------- | ----------------- | --------- | -------------- |
| C        | Mike Zunino       | Rays      | 1              |
| 1B       | Matt Olson        | Athletics | 1              |
| 1B       | Jared Walsh       | Angels    | 11             |
| 2B       | José Altuve#      | Astros    | 7              |
| 2B       | Whit Merrifield   | Royals    | 2              |
| 3B       | José Ramírez      | Indians   | 3              |
| 3B       | Joey Wendle       | Rays      | 1              |
| SS       | Bo Bichette       | Blue Jays | 1              |
| SS       | Carlos Correa#    | Astros    | 2              |
| SS       | Tim Anderson      | White Sox | 1              |
| OF       | Michael Brantley# | Astros    | 5              |
| OF       | Joey Gallo        | Rangers   | 2              |
| OF       | Adolis García     | Rangers   | 1              |
| OF       | Cedric Mullins    | Orioles   | 1              |
| DH       | Nelson Cruz       | Twins     | 7              |
| DH       | J.D. Martínez     | Red Sox   | 4              |

| Jugador          | Equipo    | All-Star Games |
| ---------------- | --------- | -------------- |
| Matt Barnes      | Red Sox   | 1              |
| Shane Bieber#    | Indians   | 2              |
| Aroldis Chapman  | Yankees   | 7              |
| Gerrit Cole      | Yankees   | 4              |
| Andrew Kittredge | Rays      | 1              |
| Nathan Eovaldi   | Red Sox   | 1              |
| Kyle Gibson      | Rangers   | 1              |
| Liam Hendriks    | White Sox | 2              |
| Yusei Kikuchi    | Mariners  | 1              |
| Lance Lynn       | White Sox | 2              |
| Shohei Ohtani    | Angels    | 1              |
| Ryan Pressly#    | Astros    | 2              |
| Chris Bassitt    | Athletics | 1              |
| Carlos Rodón     | White Sox | 1              |
| Taylor Rogers    | Twins     | 1              |
| Gregory Soto     | Tigers    | 1              |

### Liga Nacional
| Posición | Jugador              | Equipo     | All-Star Games |
| -------- | -------------------- | ---------- | -------------- |
| C        | Buster Posey#        | Giants     | 7              |
| C        | Yadier Molina#       | Cardinals  | 10             |
| C        | Omar Narváez         | Brewers    | 1              |
| 1B       | Freddie Freeman      | Braves     | 5              |
| 2B       | Adam Frazier         | Pittsburgh | 1              |
| 3B       | Nolan Arenado        | Cardinals  | 6              |
| 3B       | Manny Machado        | Padres     | 5              |
| SS       | Fernando Tatís Jr.   | Padres     | 1              |
| OF       | Ronald Acuña Jr.#    | Braves     | 2              |
| OF       | Nicholas Castellanos | Reds       | 1              |
| OF       | Jesse Winker         | Reds       | 1              |

| Posición | Jugador          | Equipo       | All-Star Games |
| -------- | ---------------- | ------------ | -------------- |
| C        | J. T. Realmuto   | Phillies     | 3              |
| 1B       | Max Muncy        | Dodgers      | 2              |
| 1B       | Ozzie Albies     | Braves       | 2              |
| 2B       | Jake Cronenworth | Padres       | 1              |
| 3B       | Kris Bryant      | Cubs         | 4              |
| 3B       | Eduardo Escobar  | Diamondbacks | 1              |
| 3B       | Justin Turner    | Dodgers      | 2              |
| SS       | Brandon Crawford | Giants       | 3              |
| OF       | Trea Turner      | Nationals    | 1              |
| OF       | Mookie Betts#    | Dodgers      | 5              |
| OF       | Bryan Reynolds   | Pittsburgh   | 1              |
| OF       | Kyle Schwarber#  | Nationals    | 1              |
| OF       | Juan Soto        | Nationals    | 1              |
| DH       | Chris Taylor     | Dodgers      | 1              |

| Jugador           | Equipo    | All-Star Games |
| ----------------- | --------- | -------------- |
| Corbin Burnes     | Brewers   | 1              |
| Yu Darvish#       | Padres    | 5              |
| Walker Buehler    | Dodgers   | 2              |
| Jacob deGrom#     | Mets      | 4              |
| Taijuan Walker    | Mets      | 1              |
| Kevin Gausman#    | Giants    | 1              |
| Max Scherzer      | Nationals | 8              |
| Josh Hader        | Brewers   | 3              |
| Craig Kimbrel     | Cubs      | 8              |
| Germán Márquez    | Rockies   | 1              |
| Mark Melancon     | Padres    | 4              |
| Alex Reyes        | Cardinals | 1              |
| Trevor Rogers     | Marlins   | 1              |
| Zack Wheeler      | Phillies  | 1              |
| Brandon Woodruff# | Brewers   | 2              |
| Freddy Peralta    | Brewers   | 1              |

(#) Optaron por no asistir al juego; por decisión, por lesiones, o por aperturas próximas al juego.
1. Taijuan Walker reemplaza a Jacob deGrom
2. Freddy Peralta reemplaza a Brandon Woodruff
3. Tim Anderson reemplaza a Carlos Correa
4. Chris Bassitt reemplaza a Ryan Pressly
5. Whit Merrifield reemplaza a José Altuve
6. Joey Wendle reemplaza a Michael Brantley
7. Walker Buehler reemplaza a Yu Darvish
8. Justin Turner reemplaza a Mookie Betts
9. Max Scherzer reemplaza a Kevin Gausman
10. Yadier Molina reemplaza a Buster Posey
11. Omar Narvaez reemplaza a Yadier Molina
12. Manny Machado reemplaza a Ronald Acuña Jr.
13. Cedric Mullins reemplaza a Mike Trout
14. Bryan Reynolds nombrado titular en lugar de Ronald Acuña Jr. por lesión
15. JT Realmuto nombrado titular en lugar de Buster Posey por lesión
16. Andrew Kittredge reemplaza a Gerrit Cole
17. Taylor Rogers nombrado como el reemplazo de la lista por Yusei Kikuchi por lesión